# Псіхасаматыка
«Псіхасаматыка» (рус. «Психосоматика») — четвёртый сольный студийный альбом белорусского музыканта Лявона Вольского. Альбом стал доступен для бесплатного скачивания 15 ноября 2016 года на сайте музыканта.

## Об альбоме
Это первый альбом Лявона Вольского, который записан после смерти жены Анны, которая также являлась его директором. «Этот альбом для меня непривычно личный. Во многих песнях есть очень личные мысли, ощущения, эмоции и переживания» — так описал новую работу Лявон. Альбом был записан на деньги, собранные во время краудфандинговой кампании, в которой приняли участие более 600 человек из 30 стран мира.
Как и прошлым альбомом Грамадазнаўства этим альбомом занимался норвежский саунд-продюсер Снорре Бергеруд. Альбом состоит из 16 песен разделённых на две абсолютно разные по звучанию части: «Горад» и «Лес». Первая часть — 8 громких и драйвовых песен, вторая часть — 8 лирических. Такую идею предложил Снорре: «С того времени, как я впервые встретил Лявона и услышал его песни, я всегда чувствовал, что он как артист и человек имеет две абсолютно разные стороны. Первая — панк- и рок-музыкант, с „наждачным“ голосом и агрессивными, сатирическими текстами. Вторая — бард, автор-исполнитель, поэт. Противопоставление между холодным твёрдым городом и старинной лирической природой его родной земли. На этом альбоме я хотел показать обе эти стороны, но без смягчения цветов любого из них».
Через неделю после выхода альбома на своём канале на сайте YouTube Лявон представил видеоклип на песню «Цёплае мінулае» (рус. Тёплое прошлое). Ностальгическое видео сделано из личных фотоснимков музыканта начиная от самых ранних детских фотографий. Режиссёром ролика выступил Матвей Сабуров.
Презентация альбома состоялась в Вильнюсе 3 декабря в клубе Loftas. Как обычно в подобных случаях посольство Литвы выдавало бесплатные визы на несколько дней гражданам Белоруссии предъявившим билет на концерт. На музыкальных инструментах играли: Снорре Бергеруд (гитара), Бьорн Холмсленд (гитара), Синдре Скейе (барабаны), Алесь-Франтишек Мышкевич (бас-гитара). Онлайн-трансляцию организовал телеканал «БелСат».
28 апреля 2017 года Лявон Вольский представил клип на песню «Спявайце» (рус. Пойте), режиссёр Матвей Сабуров. В съёмках видео приняли участие различные белорусские музыканты: Akute, J:Морс, Без билета, Trubetskoy, Gods Tower, Дай дарогу!, Re1ikt, Tonqixod; а также музыканты из других стран: Тартак (Украина), Biplan (Литва), НАИВ (Россия), Stoppok (Германия).

## Список композиций
Диск 1. Горад
| №                   | Название                                        | Длительность |
| ------------------- | ----------------------------------------------- | ------------ |
| 1.                  | «Гэй! (Горад)» (рус. Эй!)                       | 2:57         |
| 2.                  | «Радзіма нарадзіла» (рус. Родина родила)        | 1:57         |
| 3.                  | «Спявайце» (рус. Пойте)                         | 1:55         |
| 4.                  | «Найлепшы для жыцця» (рус. Наилучший для жизни) | 2:29         |
| 5.                  | «Няма калi» (рус. Некогда)                      | 3:06         |
| 6.                  | «Жорны» (рус. Жернова)                          | 2:35         |
| 7.                  | «Скончылася шоу» (рус. Закончилось шоу)         | 1:40         |
| 8.                  | «Дай мне нагоду» (рус. Дай мне повод)           | 2:19         |
| Общая длительность: | Общая длительность:                             | 18:58        |

Диск 2. Лес
| №                   | Название                               | Длительность |
| ------------------- | -------------------------------------- | ------------ |
| 1.                  | «Гэй! (Лес)» (рус. Эй!)                | 3:18         |
| 2.                  | «Iдзi i глядзi» (рус. Иди и смотри)    | 2:07         |
| 3.                  | «Дом»                                  | 2:42         |
| 4.                  | «Чорны квадрат» (рус. Чёрный квадрат)  | 3:18         |
| 5.                  | «На вайне» (рус. На войне)             | 2:37         |
| 6.                  | «Цёплае мінулае» (рус. Тёплое прошлое) | 3:44         |
| 7.                  | «Чалавек Ніхто» (рус. Человек Никто)   | 2:28         |
| 8.                  | «Мне трэба ісці» (рус. Мне нужно идти) | 2:49         |
| Общая длительность: | Общая длительность:                    | 23:03        |

Вокал, мелодии и тексты — Лявон Вольский.

## Участники записи
- Лявон Вольский — вокал, мелодии и тексты
- Снорре Бергеруд (Snorre Bergerud) — гитара, бас-гитара, аранжировка, запись и сведение
- Синдре Скейе (Sindre Skeie) — барабаны и перкуссия

## Рецензии
Альбом был встречен положительно. На сайте Experty.by средняя оценка альбома от экспертов 8,25 из 10. По итогам 2016 года Experty.by присудили альбому победу в номинации «Лучший белорусскоязычный альбом». Конрад Ерофеев, поставивший самую низкую оценку (7 баллов), отметил: «Сложно не сравнивать альбом „Псіхасаматыка“ с предшествовавшим ему диском „Грамадазнаўства“. К сожалению, кажется, сравнение не в пользу новой работы — если говорить о чисто музыкальной стороне дела — не столько потому, что „Псіхасаматыка“ какой-то неудачный продукт, но из-за того, что „Грамадазнаўства“ было уж слишком удачным. Тут же меньше запоминающихся рефренов и мелодий, все несколько более смутно, тексты скорее раскидисты, чем афористичны. Звучание, безусловно, не такое агрессивное, как в прошлый раз и даже, возможно, немного старомодное».

«Альбом получился интересным по форме и содержанию — двусторонним, благодаря чему найдёт своего слушателя в разных социальных группах; цепляет именно философскими темами (общественных было достаточно и в предыдущем „Грамадазнаўстве“). В нём мы видим и Вольского-оратора, и Вольского-поэта, в частности — лирического»Оригинальный текст (бел.)«Альбом атрымыўся цікавым па форме і зместу — двухбаковым, дзякуючы чаму знойдзе свайго слухача ў розных сацыяльных суполках; чапляе менавіта філасоўскімі тэмамі (грамадскіх было дастаткова і ў папярэднім «Грамадазнаўстве»). У ім мы бачым і Вольскага-прамоўцу, і Вольскага-паэта, у прыватнасці — лірычнага»
— Вероника Крупица, газета «Новы Час».